# 증명의 필요
증명의 필요는 소송의 진행 중에 법관의 구체적인 심증형성 여하에 따라 불리하다고 느끼는 당사자로서는 증거를 제출할 필요를 말한다.